# Pham Van Ky
Œuvres principales
Perdre la demeure
Phạm Văn Kỳ, né le 10 juillet 1910 dans la province de Bình Định en Indochine française et mort le 27 avril 1992 à Créteil dans le Val-de-Marne, est un écrivain vietnamien installé à Paris à partir de 1938. Il fut le lauréat du Grand prix du roman de l'Académie française en 1961.

## Biographie
Depuis 1946[réf. nécessaire], Phạm Văn Ký était l'époux de la comédienne Yvonne Gaudeau, sociétaire de la Comédie-Française. Il a vécu à Maisons-Alfort[réf. nécessaire], en banlieue parisienne jusqu'à sa mort à l'hôpital Henri-Mondor de Créteil[réf. nécessaire].

## Œuvre
- 1943 : Fleurs de jade (poésie)
- 1946 : L'Homme de nulle part : légendes
- 1947 : Frères de sang (premier roman)
- 1954 : Celui qui régnera
- 1958 : Les Yeux courroucés
- 1959 : Les Contemporains
- 1961 : Perdre la demeure, Grand prix du roman de l'Académie française.
- 1964 : Des femmes assises çà et là